# SCP-087
«SCP-087» (Сходи) — комп'ютерна інді-гра у жанрі Survival horror, заснована на статті з бази даних вигаданої організації «SCP Foundation». 

## Опис
Гра починається з того, що гравця піддослідним співробітником класу D з прожектором відправляють досліджувати SCP-об'єкт під номером 087 - сходи, що простягаються приблизно на 634 прольоти або на 1902 метрів вглиб. Жодних дверей або слідів людської присутності на прольотах немає; про те, наскільки глибоко гравець спустився можна визначити лише за номерами на стінах. Іноді можна почути дивні кроки або глибоке дихання, що лунає знизу; також періодично чутно слабке постукування.
Через кілька поверхів (їх кількість випадково) з'являється чорна тінь, створюючи ефект несподіванки, а трохи пізніше - ще одна. Потім, кілька прольотів нижче, гравець зустрічає об'єкт SCP-087-1, що є бліде обличчя з начебто напівстертими рисами (при збільшенні яскравості екрану також можна побачити темний довгорукий силует). Якщо не обійти його по поруччям, то після наближення воно простягне свої руки з довгими пальцями, і гра закінчиться.

## Аномальні об'єкти та вороги
- SCP-087-1 — сірий напівпрозорий силует з білим обличчям без рота, носа і зіниць, величезними руками з довгими пальцями; головний антагоніст гри. Цікаво, що в оригінальній статті Фонду SCP, присвяченій цьому об'єкту, жодних рук та силуету не згадується. При зустрічі з SCP-087-1 останній своїми довгими пальцями засліплює головного героя, на цьому гра закінчується.
- Чорні тіні — прості, нічим не примітні тіні. Жодної шкоди не завдають. Чекають гравця на сходовому майданчику; іноді пробігають біля сходів.